# Gerard Leeflang
Gerardus Leeflang (Rotterdam, 13 mei 1901 – Krimpen aan den IJssel, 10 juni 1990) was een Nederlands persoon, die tijdens zijn leven actief was als marconist, fatsoenlijk zwerver (hobo), journalist en schrijver.
Na de Eerste Wereldoorlog werkte hij sinds 1919 als marconist. Tijdens zijn eerste bezoek aan New York werd hij zo getroffen door de Amerikaanse manier van leven dat hij zijn schip verliet.
Hij zwierf drie jaar als hobo door de Verenigde Staten. In 1923 werd hij in Chicago gearresteerd en als illegaal vluchteling naar Nederland uitgewezen. Hij trouwde en werkte later als journalist voor De Rotterdammer, Trouw en het Rotterdams Nieuwsblad.
In 1984, zestig jaar later, schreef hij een boek over zijn avonturen: “American Travels of a Dutch hobo 1923-1926”, dat hij zelf illustreerde met inkttekeningen.